# Wyk auf Föhr
Wyk auf Föhr (dánul:  Vyk) város Németországban, Schleswig-Holstein tartományban. Föhr központja. Lakosainak száma 4355 fő (2023. december 31.).

## Fekvése
Föhr szigetén fekvő település.
Oldsumtól keletre fekszik.

## Nevezetességek
- Miklós templom (Nikolai-Kirche) - román stílusban épült. 17. századi szószéke és barokk stílusú orgonája van.
- 1617-ből való ház

## Népesség
A település népességének változása:
| Lakosok száma | 5079 | 4174 | 4227 | 4218 | 4384 | 4380 | 4355 |
|               | 1975 | 2017 | 2018 | 2019 | 2021 | 2022 | 2023 |

## Galéria

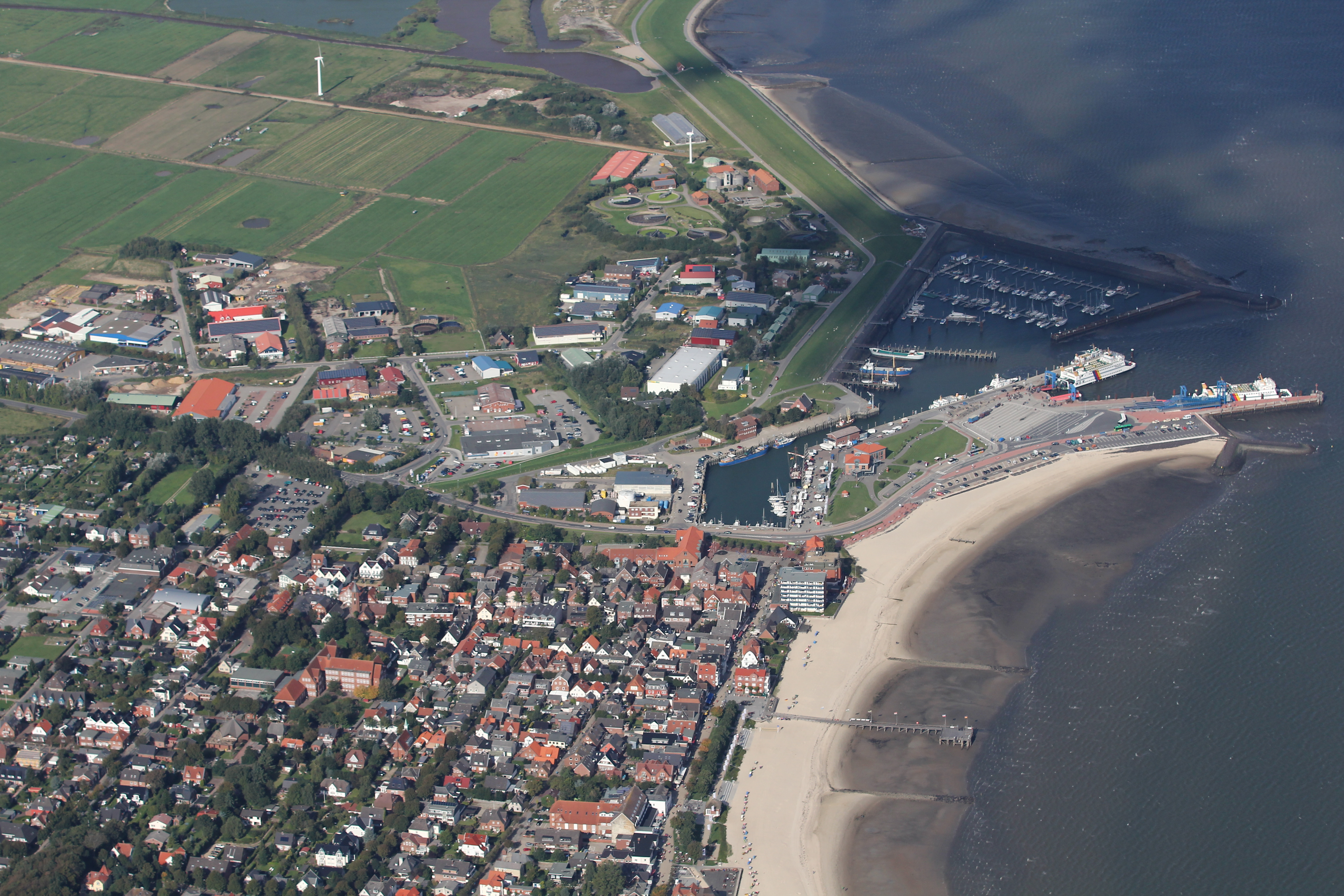
Wyk légifelvételről
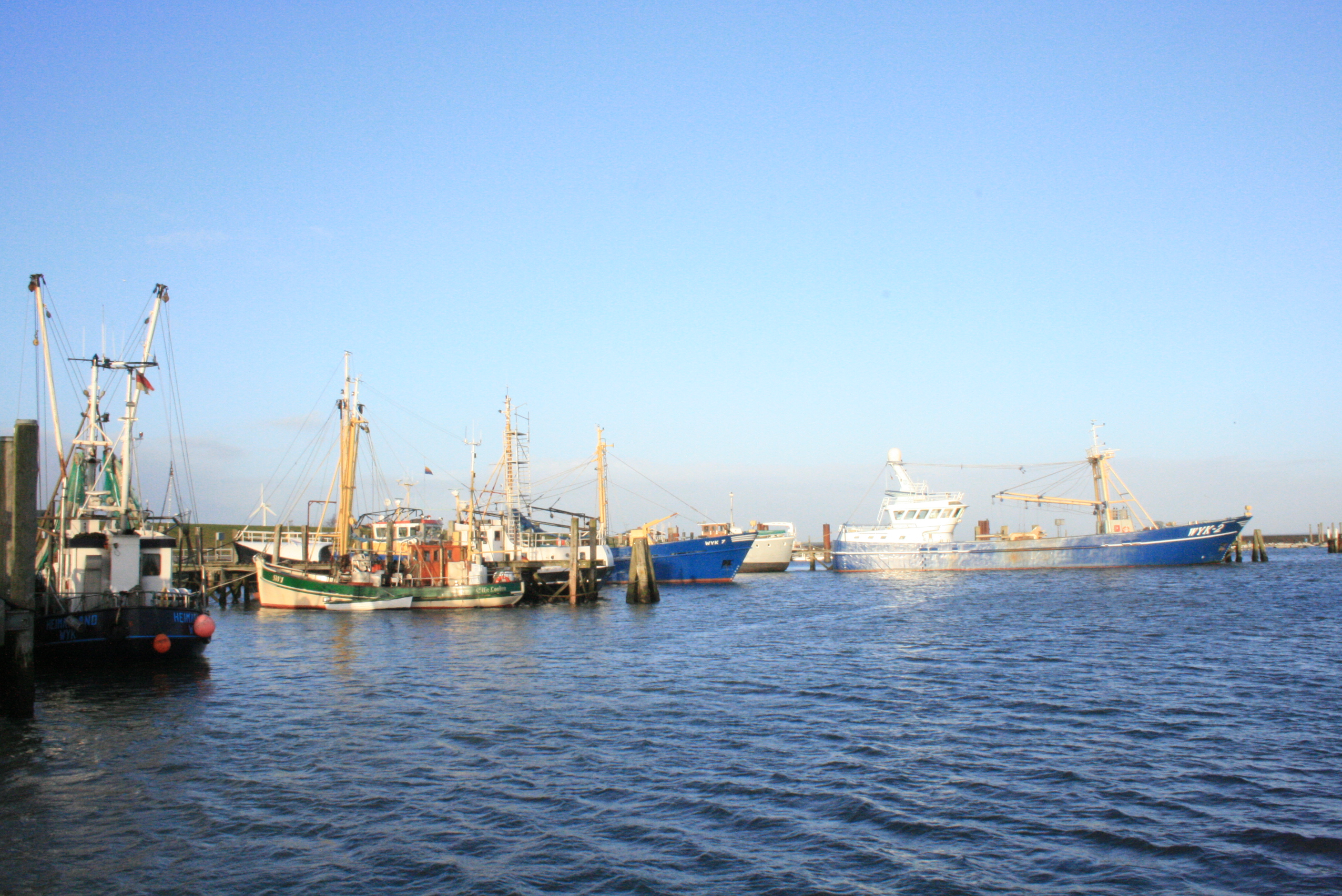
Kikötő
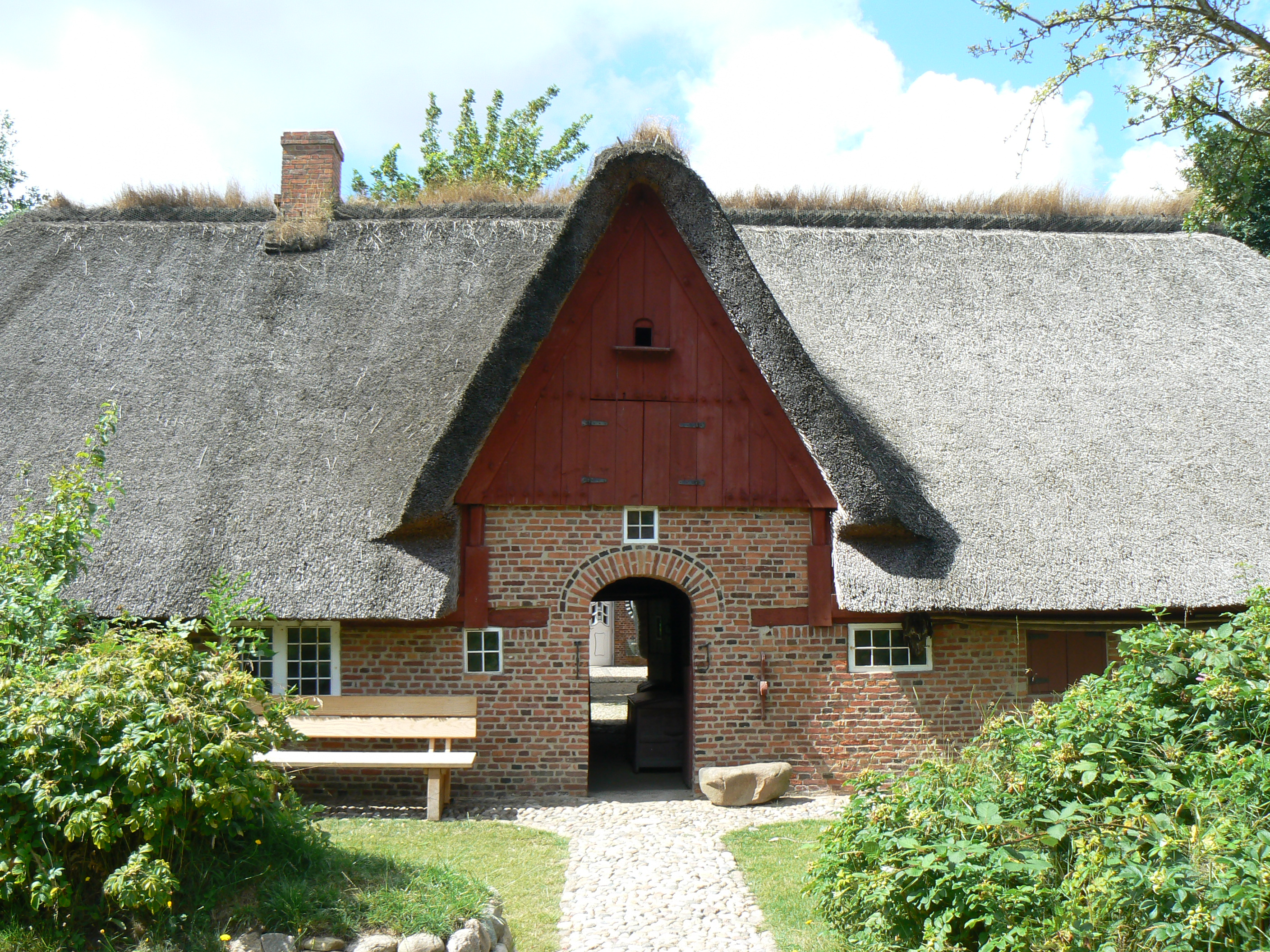
Olesen ház
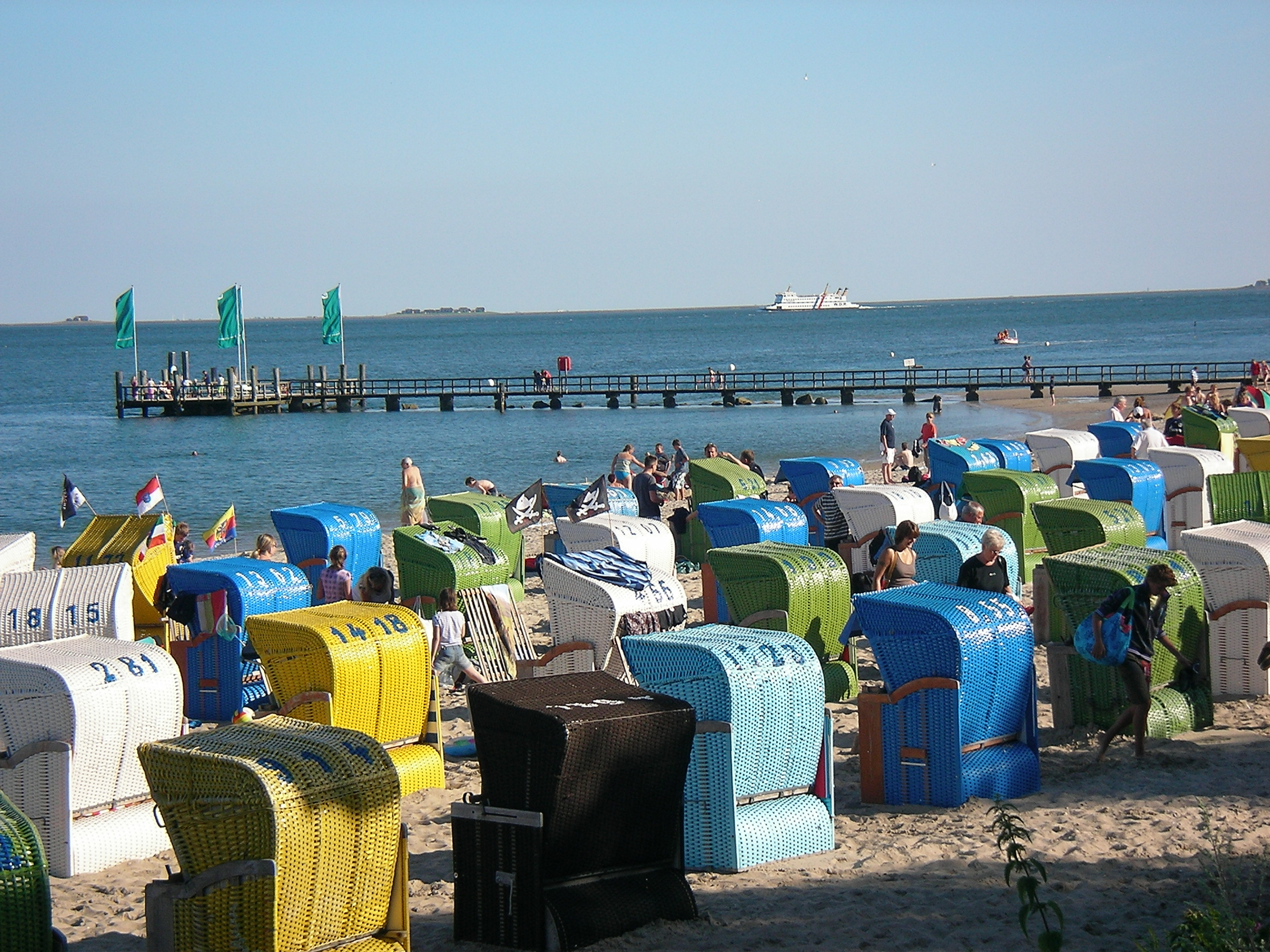

### Szent Nikolai templom, Wyk Boldixum

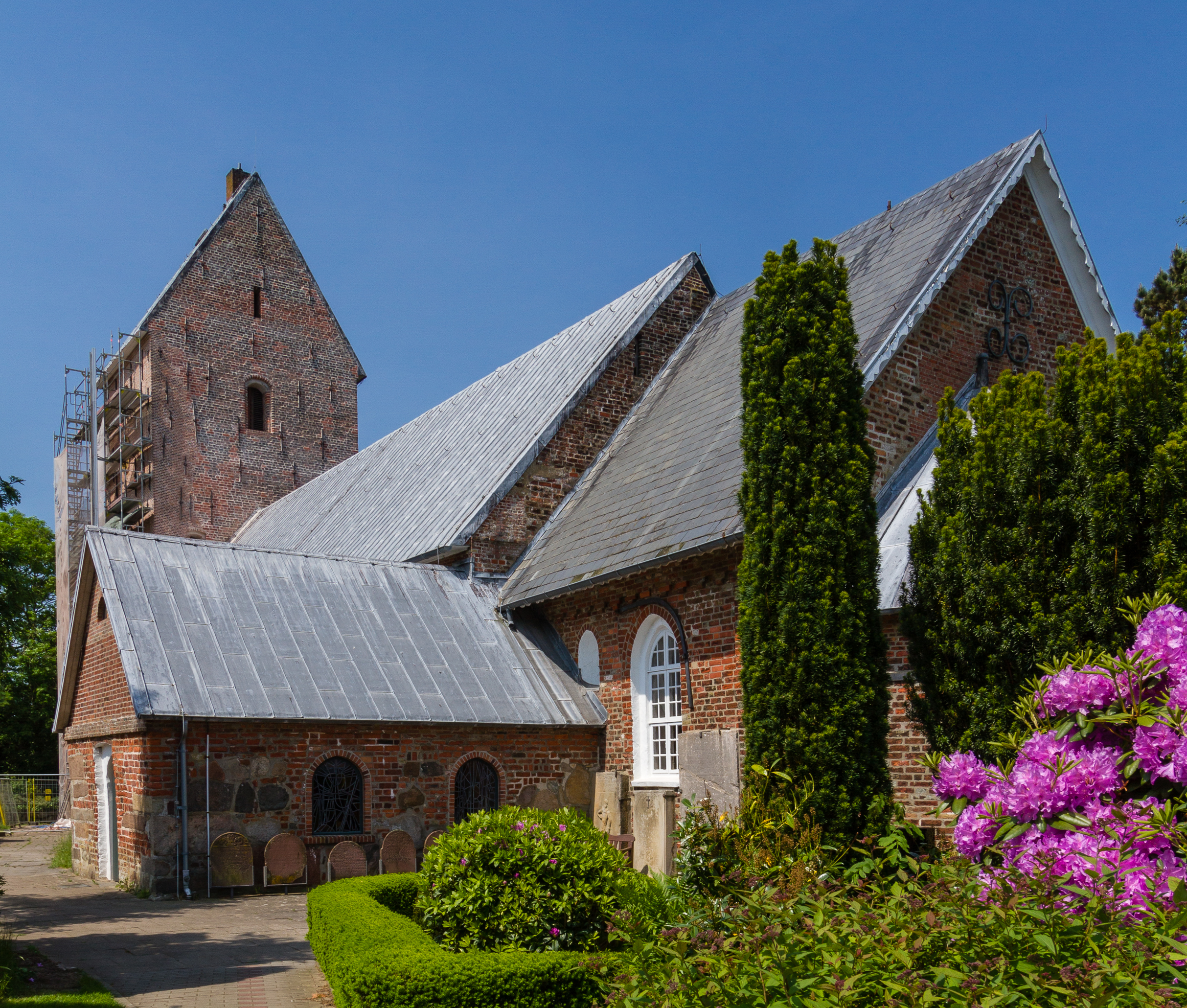
St. Nikolai templom
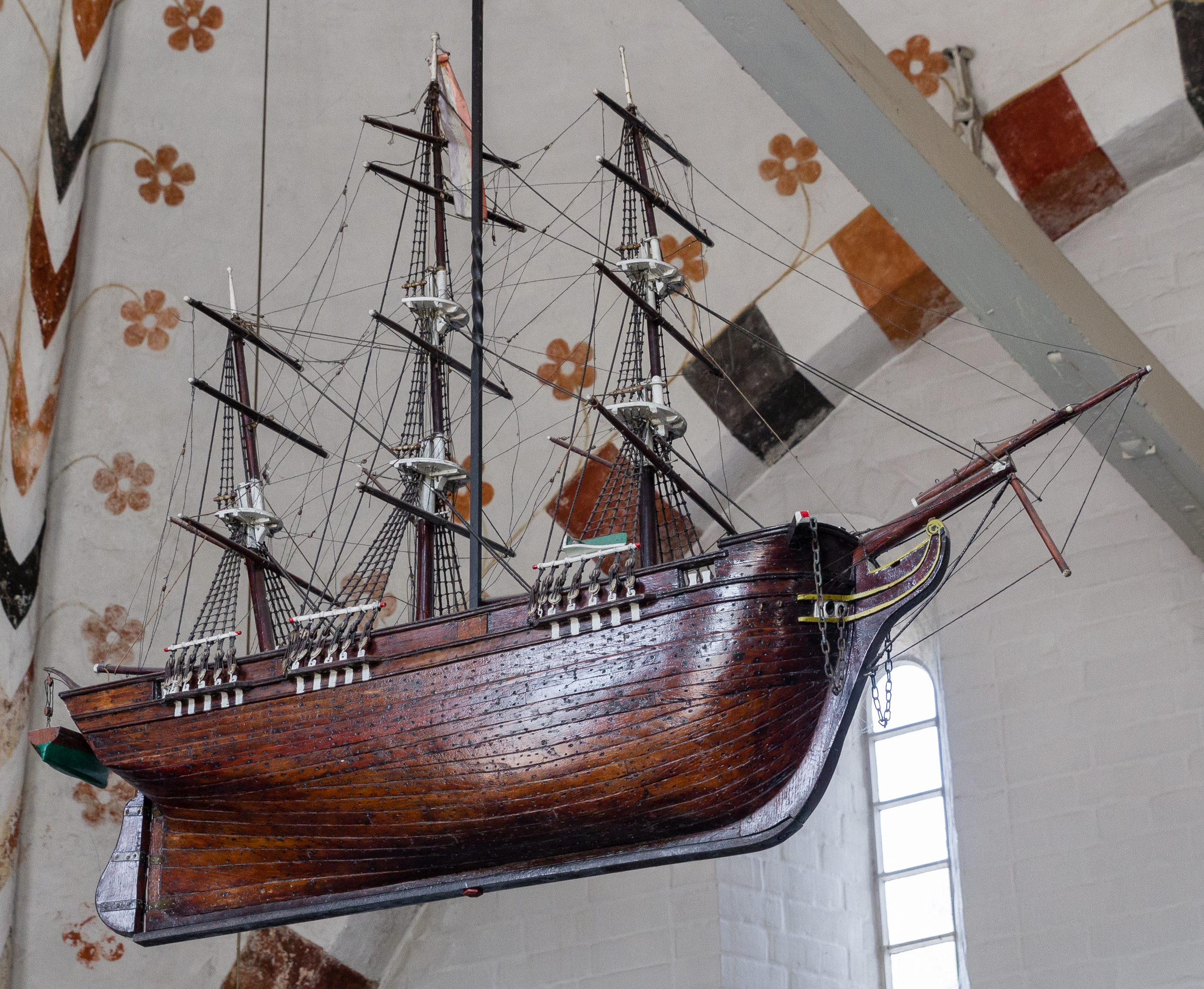
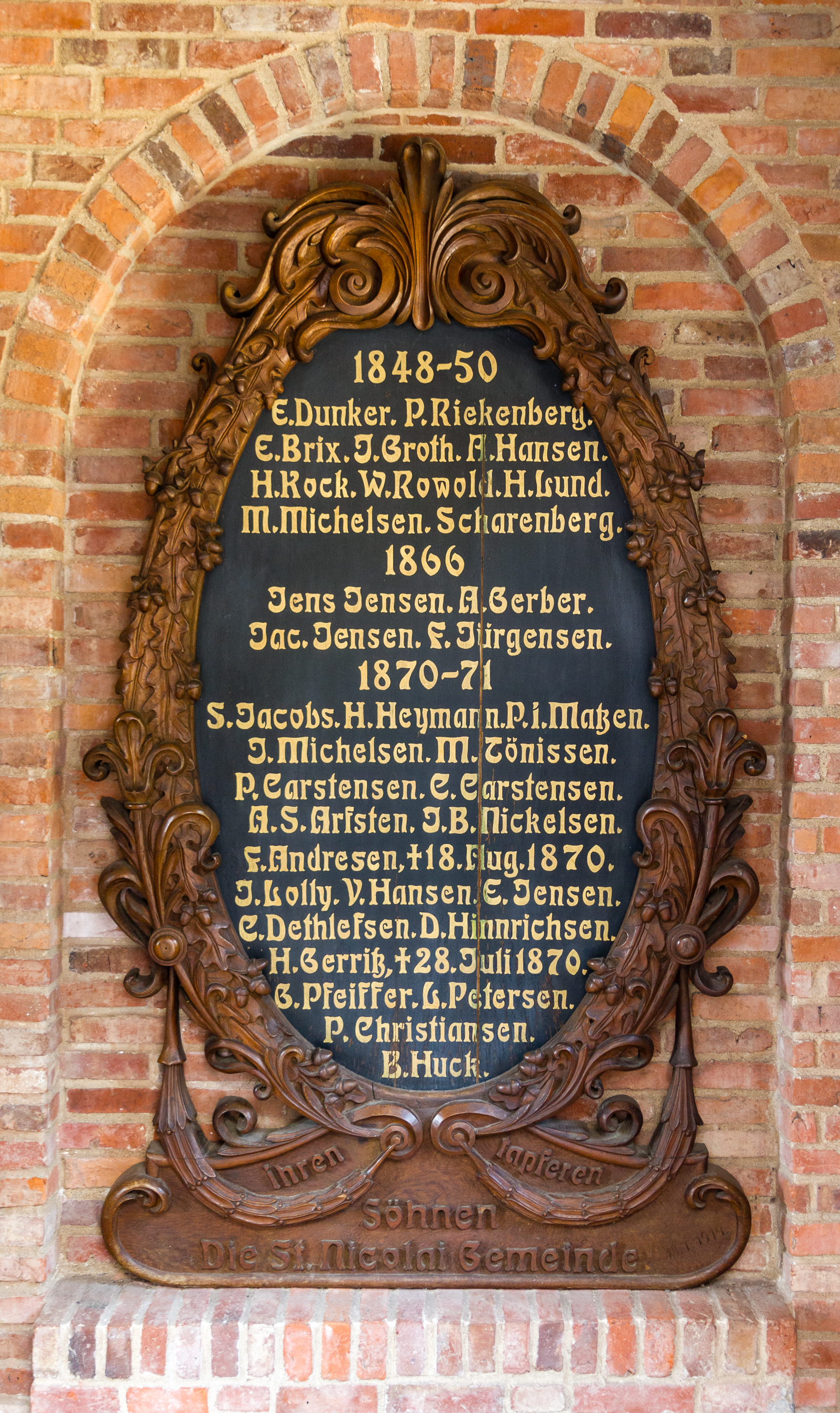
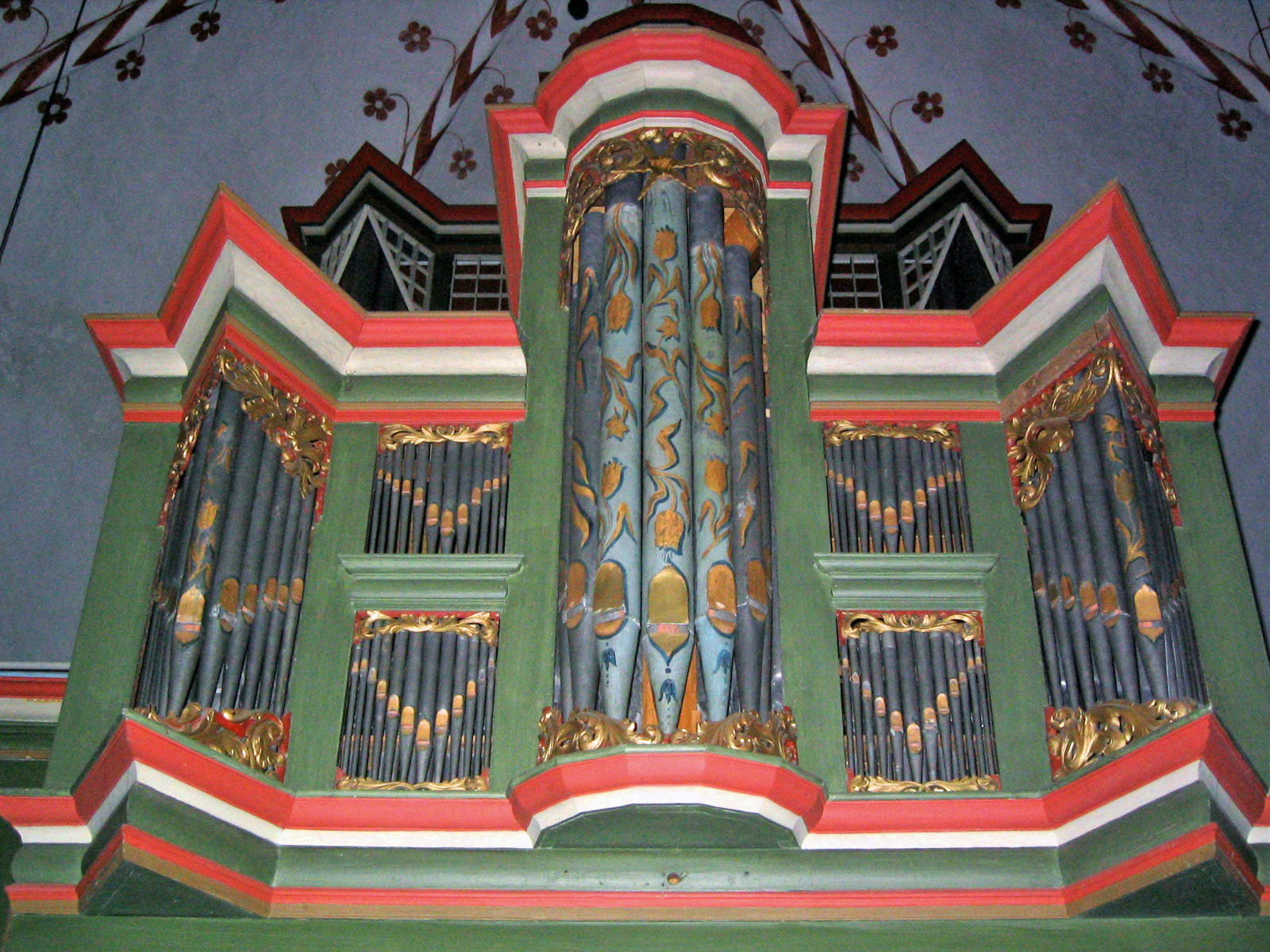